# (3521) Comrie
(3521) Comrie (1982 MH) – planetoida z grupy pasa głównego asteroid okrążająca Słońce w ciągu 3,4 lat w średniej odległości 2,26 j.a. Odkryli ją Pamela Kilmartin i Alan Gilmore 26 czerwca 1982 roku.